# Regimentul 42 Infanterie (1916-1918)
Regimentul 42 Infanterie a fost o unitate de nivel tactic din rezerva armatei permanente care s-a constituit la 14/27 august 1916, prin mobilizarea unităților și subunităților de infanterie din cercul de recrutare  Râmnicu Vâlcea, din cadrul Comandamentului I Teritorial. :p. 58 Regimentul a făcut parte din organica Brigăzii 32 Infanterie. La intrarea în război, Regimentul 42 Infanterie a fost comandat de locotenent-colonelul Apostol Dumitrescu. Regimentul 42 Infanterie a participat la acțiunile militare pe frontul românesc, pe toată perioada războiului, între 14/27 august 1916 - 28 ocotmbrie/11 noiembrie 1918.